# Gondioco
Gondioco (morreu em 473), também chamado Gundioco e Condiaco, foi rei da Borgonha seguida à destruição de Worms pelos Hunos em 436, sucedendo Gundahar. 
A irmã de Gondioco casou-se com Ricimero, o general gótico que dominava o Império Romano do Ocidente.
Gundebaldo, filho de Gondioco, sucedeu Ricimero em 472, mas abdicou após a morte de seu pai no ano seguinte, a fim de suceder seu irmão Quilperico I da Borgonha. Após a morte de Quilperico, a Borgonha foi dividida entre os filhos de Gondioco: Gundebaldo, Quilperico II da Borgonha, Gundemaro II e Godegisel.